# Parafia Najświętszej Maryi Panny Matki Miłosierdzia w Narwiliszkach
Parafia Najświętszej Maryi Panny Matki Miłosierdzia w Narwiliszkach (lit. Švč. M. Marijos Gailestingumo Motinos parapija) – parafia rzymskokatolicka administracyjnie należąca do dekanatu solecznickiego archidiecezji wileńskiej. Według stanu na maj 2024 proboszczem parafii był ks. Domas Valančauskas. 